# Eleccions al Parlament Europeu de 2019 (Àustria)
Les Eleccions al Parlament Europeu de 2019 es van celebrar el 26 de maig a Àustria per escollir els 18 membres de la delegació al Parlament Europeu, ampliant-se a 19 després del Brexit. En aquestes, el Partit Popular Austríac (ÖVP) va guanyar amb set escons, dos més que a les anteriors eleccions, perduts pel FPÖ i els Verds, que el recuperarien més endavant amb l'escó dinou.
Les eleccions van tenir lloc nou dies després de l'inici de l'anomenat afer Eivissa, que va provocar la dimissió del vice-canciller i líder del FPÖ Heinz-Christian Strache i l'enfonsament del govern federal ÖVP-FPÖ, amb les conseqüents eleccions anticipades.

## Enquestes
En les darreres setmanes i durant la campanya electoral, amb l'impacte de l'afer Eivissa, es va apreciar un enfonsament d'intenció de vot tant del FPÖ com del SPÖ, beneficiant-se l'ÖVP i els Verds.

## Resultats
| Partit | Partit                                  | Grup        | Vots      | %     | Escons | +/- |
| ------ | --------------------------------------- | ----------- | --------- | ----- | ------ | --- |
|        | Partit Popular d'Àustria (ÖVP)          | PPE         | 1.305.954 | 34,55 | 7 / 18 | 2   |
|        | Partit Socialdemòcrata d'Àustria (SPÖ)  | S&D         | 903.151   | 23,89 | 5 / 18 | =   |
|        | Partit de la Llibertat d'Àustria (FPÖ)  | ID          | 650.114   | 17,20 | 3 / 18 | 1   |
|        | Els Verds (GRÜNE)                       | Verds / ALE | 532.194   | 14,08 | 2 / 18 | 1   |
|        | NEOS – La Nova Austria i Fòrum Liberal  | RE          | 319.024   | 8,44  | 1 / 18 | =   |
|        | EUROPA ARA! – Iniciativa J. Voggenhuber | -           | 39.234    | 1,04  | 0 / 18 | Nou |
|        | Partit Comunista d'Àustria (KPÖ)        | -           | 30.086    | 0,80  | 0 / 18 | =   |
| Total  | Total                                   | Total       | 3.779.757 |       | 18     |     |